# Глинянки
Глиня́нки (бел. Глінянкі, полес. Глынянкы) — деревня в Кобринском районе Брестской области Белоруссии. Входит в состав Тевельского сельсовета.
По данным на 1 января 2016 года население составило 217 человек в 74 домохозяйствах.
В деревне расположены почтовое отделение, фельдшерско-акушерский пункт и магазин.

## География
Деревня расположена в 15 км к северо-западу от города Кобрин, 5 км от станции Тевли и в 55 км к востоку от Бреста.
На 2012 год площадь населённого пункта составила 0,99 км² (99 га).

## История
Населённый пункт известен с XVI века как селение Глинянки. В разное время население составляло:
- 1999 год: 98 хозяйств, 323 человека
- 2005 год: 98 хозяйств, 309 человек
- 2009 год: 261 человек
- 2016 год[2]: 74 хозяйства, 217 человек
- 2019 год[1]: 165 человек

## Достопримечательности
- Церковь Св. Иоанна Кормянского
- Памятник землякам, погибшим в годы Великой Отечественной войны. В 1965 году установлен обелиск.
- Флаг Республики Беларусь размером 13 на 10 метров, виден с высоты птичьего полёта. Нарисован вручную на шиферной крыше[5].